# Lauf Junge lauf
Lauf Junge lauf ist eine deutsch-polnisch-französische Koproduktion des Regisseurs und Produzenten Pepe Danquart aus dem Jahr 2013. Die Literaturverfilmung basiert auf dem Roman Lauf, Junge, lauf von Uri Orlev aus dem Jahr 2000, der wahre Begebenheiten aus dem Leben von Yoram Fridman (1934–2017) erzählt. Das Drehbuch wurde von Heinrich Hadding und Pepe Danquart geschrieben. Die Erstaufführung des Filmdramas erfolgte am 5. November 2013 beim Filmfestival Cottbus.

## Handlung
Der knapp neun Jahre alte Srulik ist das jüngste von fünf Kindern eines polnischen Bäckers aus Błonie. Seine jüdische Familie wird während des Zweiten Weltkrieges in dem etwa 25 Kilometer östlich liegenden Warschauer Ghetto interniert. Ihm gelingt im Sommer 1942 mit dem Beginn der Massendeportationen die Flucht aus dem Ghetto, indem er sich auf dem Pferdegespann eines polnischen Bauern versteckt, der Abfälle aus dem Ghetto abtransportiert.
Srulik flüchtet in die Wälder der Puszcza Kampinoska vor den Toren Warschaus. Fortan ist er ohne seine beiden Brüder, seine beiden Schwestern und seine Eltern auf sich allein gestellt. Er lebt von dem, was er in den Wäldern sammeln und fangen oder von den umliegenden Feldern und Bauernhöfen stehlen kann. Es gelingt ihm sich einer Gruppe von Kindern anzuschließen, die sich ebenfalls in den Wäldern verstecken, in die sich die deutschen Soldaten aus Angst vor polnischen Partisanen nur selten vorwagen. Als die Kinder jedoch auf deutsche Soldaten treffen, verliert Srulik den Anschluss an die Gruppe.
Eine Rückblende ganz am Ende des Films zeigt die prägende Szene, als Srulik eines Tages auf der Flucht vor Gestapo und SD unter einer Brücke Schutz sucht. Dort trifft er auf seinen Vater, der ebenfalls vor den deutschen Verfolgern auf der Flucht ist. Von seinem Vater, der den Ernst der Situation erfasst und Angst um das Leben seines Sohnes hat, erhält Srulik eine eindringliche Aufforderung. Er beschwört seinen Sohn, dass dieser den Krieg überleben müsse. Dafür müsse er seine Herkunft leugnen, seinen Namen ablegen und seinen Glauben verheimlichen. Er solle alles daran setzen, um zu überleben, aber tief im Inneren niemals vergessen, dass er Jude sei. Als Srulik bestätigt alles verstanden zu haben, was sein Vater von ihm verlange und vorschlägt, sich ab sofort Jurek Staniak zu nennen, fordert der Vater ihn auf, Zuflucht in den Wäldern zu suchen, indem er laufen solle, ohne stehen zu bleiben oder sich umzudrehen. Als Srulik losrennt, verlässt auch sein Vater das Versteck unter der Brücke, um in die entgegengesetzte Richtung auf das freie Feld hinaus zu flüchten und die Aufmerksamkeit der deutschen Soldaten auf sich zu lenken. Die Soldaten eröffnen das Feuer auf Sruliks Vater, der tödlich getroffen auf dem Acker zu Boden geht, während Srulik auf der anderen Seite der Brücke unentdeckt die schützenden Wälder erreicht.
Um im strengen Winter 1942/43 nicht zu erfrieren, beschließt Srulik bei einem Bauernhaus anzuklopfen und um Hilfe zu bitten. Vor der Tür bricht er zusammen. Von der alleinstehenden polnischen Bäuerin Magda Janczyk, deren Mann und Söhne sich den Partisanen angeschlossen haben, wird Srulik aufgenommen und gesund gepflegt. Als er nach mehreren Tagen fiebriger Träume erwacht, fragt sie ihn, wie er heiße. Srulik, der als Vornamen die Koseform des Namens Israel trägt, gibt sich als Jurek Staniak aus, da er Angst hat, als Jude erkannt und erneut ins Ghetto gebracht zu werden. Magda Janczyk durchschaut ihn, schließt ihn jedoch in ihr Herz und hilft ihm daher, eine neue Identität glaubhaft einzustudieren: Er sei ein katholischer Waisenjunge, der seine Eltern in den Wirren des Krieges verloren habe. Dazu bringt sie ihm christliche Gebete bei und schenkt ihm eine Kette mit einem Kreuz als Anhänger sowie einen Rosenkranz. Magda Janczyk drängt Srulik, sich nicht am Fenster und außerhalb des Hauses zu zeigen. An einem Wintermorgen entdeckt sie Fußspuren rund um ihr Haus und vermutet, dass Srulik entdeckt worden sei. Sie stattet ihn mit warmer Kleidung aus und schickt ihn mit der Aufforderung weg, bei anderen Bauern um Arbeit für eine Mahlzeit zu bitten und weiterzuziehen.
Srulik befolgt ihre Ratschläge und trifft auf eine hilfsbereite Bauernfamilie, die riskiert, ihm Arbeit und Unterkunft zu gewähren. Mit den anderen Jungen des Hofes verlebt er eine ruhige Zeit: Er wird in die Hoffamilie integriert und macht sich mit vielen Arbeiten nützlich. Eines Tages wird von einem Jungen sein beschnittenes Glied wahrgenommen. Um nicht denunziert und an die Deutschen ausgeliefert zu werden, zieht er mit einem Hund, den er in seiner Zeit auf dem Hof gesund gepflegt hat, wieder in die Wälder. Von Partisanen wird der Hund eher beiläufig erschossen, für Srulik ist das ein schmerzlicher Verlust.
Auf seiner weiteren Flucht trifft er auf polnische Bauern, die vorgeben, ihm helfen zu wollen. Sie liefern ihn jedoch in einem SD-Stützpunkt ab, um die auf flüchtige Juden ausgesetzte Belohnung zu erhalten. Ein SS-Sturmbannführer ist von dem Verhalten der Bauern angewidert, sperrt den Jungen aber trotzdem ein. Am nächsten Tag wird Srulik dem Kommandanten des SD-Postens vorführt. Dieser vermutet in dem Kind einen Juden. Srulik behauptet aber, dass er seine Vorhaut nicht infolge einer religiös motivierten Beschneidung verloren habe, sondern aufgrund einer Entzündung und der danach notwendigen Operation. Der SD-Mann durchschaut die Lüge, ist jedoch beeindruckt von der Geistesgegenwart, mit der der Junge um sein Leben feilscht. Trotzdem beschließt der Kommandant, ihn zu töten. Bevor es dazu kommt, gelingt Srulik die Flucht zurück in die Wälder. Dort hält er sich, wie er es von seinem Vater gelernt hat, im Wasser auf, um die Hunde abzuschütteln, mit denen sich die SD-Angehörigen an seine Fersen geheftet haben. Schließlich geben die Verfolger die Suche nach dem Jungen auf.
Auf seiner Suche nach Arbeit und Unterkunft trifft Srulik auf einem Gehöft abermals auf den Kommandanten des SD-Postens. Der SS-Obersturmbannführer ist der neue Geliebte der Gutsbesitzerin, Frau Herman. Der SD-Mann, der zuvor noch den Tod des Jungen wollte, schenkt ihm nun, aus einer Laune heraus, das Leben: Er verschweigt, dass Srulik Jude ist und behauptet geheimnisvoll, dass der Junge eigentlich ihm gehöre. Er würde aber auf seine Ansprüche verzichten und schenke Srulik nun seiner Geliebten.
Auf Hermans Gehöft gerät Srulik während der Getreideernte mit seinem rechten Arm in eine Dreschmaschine, die ihm die Hand zerquetscht. Er wird ins Krankenhaus gebracht und für die Operation vorbereitet. Doch als der Chirurg sieht, dass Srulik beschnitten ist, verweigert er dem Juden die Operation. Stattdessen wird Srulik in einem Bett auf dem Flur des Hospitals liegengelassen. Als der Chefarzt am folgenden Tag den Jungen sieht, ist er erschüttert und nimmt den Eingriff selber vor. Zu diesem Zeitpunkt ist es ihm jedoch nicht mehr möglich, die Hand des Jungen zu retten. Vielmehr muss ihm nun der rechte Arm in Höhe des Ellenbogens amputiert werden.
Als Srulik nach der Operation erwacht, ist er entsetzt und sein Lebenswille scheint verschwunden zu sein. Die nächste Zeit wird zur Herausforderung für die Nonnen, die ihn pflegen. Erst die Besuche der Gutsherrin können ihn ein wenig aufheitern. Als deren Geliebter versetzt wird und nicht mehr für Sruliks Sicherheit garantieren kann, verhilft sie ihm zur Flucht.
In seiner Not wendet er sich erneut an Magda Janczyk. Sie gewährt ihm Einlass in ihr Haus, muss ihn allerdings verstecken, als ein SD-Trupp unter Führung eines SS-Obersturmführers und eines SS-Sturmscharführers ihr Haus durchsucht. Nachdem sie Srulik nicht finden, setzen die SD-Leute Magdas Haus sowie das übrige Dorf in Brand. Srulik überlebt versteckt unter dem Bretterboden des Kellers. Magda befreit ihn aus den Trümmern ihres Hauses und gibt ihm den Rat, sich fortan in östlicher Richtung zu bewegen, in der Hoffnung, die heranrückende russische Armee erreichen zu können.
Wie zuvor sucht er nach Arbeit für Mahlzeiten und Übernachtungsmöglichkeiten, muss aber feststellen, dass ihm der fehlende Arm im Wege steht, um als Arbeitskraft angeheuert zu werden. Stattdessen setzt er auf die Hilfsbereitschaft der gläubigen Landbevölkerung und schmückt seine erlebte Geschichte immer weiter aus, um Nahrungsmittel zu erhalten.
Nach fast drei Jahren auf der Flucht erreicht er den Hof der Familie Kowalski. Der Schmied gibt ihm Arbeit und schmiedet ihm Werkzeuge, mit deren Hilfe er seine Arbeiten auch einarmig verrichten kann. Er zeigt ihm nicht nur, dass Srulik auch ohne zweiten Arm vollwertige Arbeit leisten kann, sondern gibt dem inzwischen Zwölfjährigen ein neues Zuhause, indem er ihn in seine Familie aufnimmt. Endlich kommt Srulik nach der langen Flucht zu Ruhe und er kann nach der ihm geraubten Kindheit zusammen mit der Tochter des Schmieds wieder Kind sein.
Nach dem Ende des Krieges wird der Hof der Kowalskis von Mosche, einem Vertreter eines jüdischen Kinderheims, aufgesucht, der im Land verstreute jüdische Waisenkinder sucht. Diese sollen zunächst in ein Warschauer Waisenhaus gebracht werden, um später nach Israel umzusiedeln. Srulik ist inzwischen gänzlich in seiner neuen Identität als katholischer Jurek Staniak aufgegangen. Entsprechend sieht er in Mosche einen Eindringling, der ihn aus seiner neuen Familie und zweiten Heimat zu reißen versucht. Srulik wird für Mosche erst in dem Moment zugänglich, als dieser mit ihm in jiddischer Sprache zu reden beginnt. Daraufhin wird Srulik bewusst, dass er seinem Vater versprochen hat, niemals zu vergessen, dass er Jude sei.
Schließlich willigt Srulik ein, Mosche in ein neues Leben zu begleiten, in dem er seine lebensrettende Identität des Jurek Staniak ablegen und wieder Srulik sein kann.
In einem biographischen Nachwort wird gezeigt, wie Srulik nach dem Waisenhaus in Łódź die Oberschule und schließlich die Universität absolviert, um 1962 nach Israel zu gehen, wo er eine Familie gründet.

## Hintergrund

### Vorproduktion
Bereits 1990 wurde Fridman von Abgesandten des Yad Vashem mit der Bitte aufgesucht, seine Lebensgeschichte für die Nachwelt zu dokumentieren. Wie viele Überlebenden des Holocaust sprach auch Fridman ungern über die eigenen Erlebnisse der Kriegszeiten. Erst Fridmans Frau Sonja konnte ihren Mann davon überzeugen, seine Lebensgeschichte zu erzählen, um sie an die folgenden Generationen weitergeben zu können.
Das Drehbuch von Pepe Danquart und Heinrich Hadding adaptiert den Roman Lauf, Junge, lauf von Uri Orlev, der sich an den wahren Begebenheiten aus dem Leben von Yoram Fridman orientiert.
Der Film ist eine Koproduktion der Berliner bittersuess pictures zusammen mit Ciné-Sud Promotion, A-Company Filmproduktion, B.A. Produktion sowie Quinte Film. Das Budget belief sich auf 6,5 Millionen Euro. Für die Finanzierung des Drehbuchs inklusive Übersetzungen, von dem zwölf Fassungen entstanden, sowie für Reisen und Recherchen ging Danquart mit rund 150.000 Euro aus eigenen Mitteln in Vorleistung. Die deutsche und französische Filmförderung unterstützte die Produktion. Die polnische Filmförderung, die sich ursprünglich ebenfalls an der Produktion beteiligen wollte, stieg letztlich aus der Produktion aus. Zu den Förderern zählen die Filmförderungsanstalt (FFA), das Medienboard Berlin-Brandenburg (MBB), der FilmFernsehFonds Bayern (FFF), der Deutsche Filmförderfonds (DFFF), die Mitteldeutsche Medienförderung (MDM), Eurimages, Centre national du cinéma et de l’image animée (CNC) sowie HessenInvestFilm. Aus Hessen erhielt der Film 250.000 Euro Fördermittel. Danquart schätzte den zugrundeliegenden Roman, den er in einer Nacht las und sich anschließend um die Filmrechte bewarb, gab allerdings zugleich zu bedenken, dass die filmische Umsetzung des Werkes schwierig sei: „Wir haben drei Jahre an dem Film gearbeitet, ohne zu wissen, ob man ihn machen kann.“ Neben Danquarts Anfrage bewarben sich weitere Regisseure um die Filmrechte. Yoram Fridman ließ sich Filmmaterial von den interessierten Regisseuren zukommen, um sich selbst ein Bild einer möglichen Verfilmung seiner Lebensgeschichte zu machen und entschied sich letztlich für eine filmische Umsetzung durch Danquart. Nach eigenen Aussagen von Fridman setzte er darauf, dass das heutige Schuldbewusstsein der Deutschen wesentlich dazu beitragen könnte, dass die Produktion keinen klischeebehafteten und kitschigen Film hervorbringen würde, wie er es bei einer US-amerikanischen Produktion aus Hollywood befürchtete.
Das Casting zur Besetzung des 60 Rollen umfassenden Films fand in Deutschland, Frankreich und Polen statt, wobei die Teilnehmer in Frankreich vornehmlich aus polnisch-jüdischen Gemeinden kamen, während sie in Polen vorrangig aus den beiden Städten Warschau und Breslau stammten. Die Hauptrolle konnte erst nach einem europaweiten Casting von 700 Kindern zwei Wochen vor Drehbeginn besetzt werden, da ein frühzeitig ausgewählter Junge bei Beginn der Dreharbeiten bereits zu alt gewesen wäre. Die Rolle wurde an Andrzej und dessen Zwillingsbruder Kamil Tkacz vergeben, die bei den Dreharbeiten zehn Jahre alt waren. Da Kinder am Filmset täglich maximal vier bis fünf Stunden vor der Kamera stehen dürfen, bot es sich an, die Hauptrolle mit einem eineiigen Zwillingspaar zu besetzen. Zudem konnte bei den beiden Jungdarstellern, die über keine Schauspielausbildung verfügten, ein breites Spektrum an Emotionen abgerufen werden, da sich die Zwillinge im Verhalten deutlich unterschieden. Während Kamil eher ruhig, zurückhaltend und recht emotional agierte, konnte Andrzej, der eher als Draufgänger auftrat, bei Filmszenen in Bäumen und auf der Flucht vor der Gestapo die Rolle des Protagonisten übernehmen. Regisseur und Produzent Pepe Danquart, der selber einen Zwillingsbruder hat, konnte sich nach eigenem Bekunden gut in die beiden Darsteller versetzen, die – wie von ihm erwartet – ein kooperatives und keineswegs rivalisierendes Verhalten vor und hinter der Kamera zeigten. Zur Vorbereitung und Einführung in die Themen des Zweiten Weltkriegs sahen die Jungdarsteller die Filmproduktionen Schindlers Liste aus dem Jahr 1993 sowie Der Pianist aus dem Jahr 2002. Die beiden Jungen waren mit dem historischen Hintergrund der Szenen, die sie spielen sollten, schon aufgrund der eigenen Familiengeschichte vertraut. So musste sich beispielsweise ihr jüdischer Urgroßvater während des Krieges auch verstecken und ihre Urgroßmutter unterstützte schon im Alter von 13 Jahren die Partisanen. Andrzej stand während der Dreharbeiten vormittags vor der Kamera und wurde nachmittags von Kamil abgelöst. Zu Verwechslungen am Set kam es nach Einschätzung der Zwillingsbrüder lediglich bei Drehplanänderungen.

### Dreharbeiten
Der Beginn der Dreharbeiten war ursprünglich bereits für 2010 geplant. Nach mehreren Verschiebungen starteten die Dreharbeiten schließlich am 15. August 2012. Am 20. Oktober 2012 wurden die Dreharbeiten mit den Aufnahmen im Fränkischen Freilandmuseum in Bad Windsheim abgeschlossen.
In Deutschland wurde der Film u. a. in München, in einem hessischen Krankenhaus sowie im Thüringer Wald gedreht, der für die polnischen Wälder der Puszcza Kampinoska als Kulisse diente. Zudem wurde in einem Krankenhaus in Beelitz sowie dem Reinhardswald gedreht. Filmaufnahmen mit verfallenen Häusern als Kulisse wurden in der Prignitz in Brandenburg aufgezeichnet. Die Szenen, die historische Bauernhöfe zeigen, wurden in Bayern in Freilichtmuseen sowie dem Fränkischen Freilandmuseum aufgenommen, anstatt diese Kulisse historisch korrekt nachzubauen, um das Budget zu entlasten. In Bad Windsheim entstanden ebenso die Innenaufnahmen, die in polnischen Bauernhäusern spielen. In den nah gelegenen katholischen Kirchen von Neustetten (Erstkommunion) und Sondernohe (Glockenläuten) wurden weitere Szenen gedreht. Zudem wurde in Zörbig in Sachsen-Anhalt gedreht. Weitere Aufnahmen, die in den polnischen Wintern des Zweiten Weltkriegs spielen, entstanden in schneesicheren Regionen Litauens und Lettlands. An der belarussisch-polnischen Grenze wurde in Dörfern gefilmt, die seit den 1920er und 1930er Jahren weitgehend unverändert aussehen. Zudem entstanden Aufnahmen in Breslau, wo die Locationscouts Straßenzüge vorfanden, die sich zur Aufzeichnung der im Warschauer Ghetto spielenden Szenen eigneten, da ihre Bebauung der Optik der 1940er Jahre entsprach. Hier wurde u. a. Fridmans Heimatdorf Błonie nachgebaut, in dem er in der ulica Warszawska 18 wohnte. Zum Zeitpunkt der Dreharbeiten des Films lebten keine Juden mehr in Błonie.
Der Film wurde in den Originalsprachen der beteiligten Rollen gedreht. Um die Authentizität des Films zu unterstützen, erfolgten die Aufnahmen in deutscher, polnischer, jiddischer und russischer Sprache.
Während der Dreharbeiten besuchte Yoram Fridman Deutschland erstmals wieder seit Ende des Zweiten Weltkriegs.
Für die Jungdarsteller der Hauptrolle wurde der Schulunterricht ans Filmset verlegt. Zudem war stets mindestens ein Elternteil anwesend. Ebenso war stets eine Dolmetscherin anwesend, um die Verständigung mit den Zwillingen zu ermöglichen.
Für die gegen Ende des Films zu sehenden Szenen, in denen dem Protagonisten nach einer Amputation der rechte Arm fehlt, wurde eine in den Filmaufnahmen sichtbare Silikon-Prothese verwendet, während dem jeweiligen Darsteller – abhängig von der Einstellung der Szene – der eigene Arm auf Brust oder Rücken gebunden wurde.
Insgesamt wurden 50 Drehtage zur Produktion des Filmes aufgebracht, die sich über mehrere Jahreszeiten erstreckten.
Marvin Hesse, ein Student von Pepe Danquart, produzierte ein etwa 60-minütiges Making-of, das die Dreharbeiten des Films Lauf Junge lauf begleitete und die zentrale Frage „Wie bringt man eine wahre Geschichte auf die Leinwand?“ thematisiert.

### Nachproduktion
Ursprünglich war geplant, die chronologische Erzählform des zugrundeliegenden Romans aufzugreifen. In der Postproduktion fiel die Entscheidung gegen diese Erzähltechnik und aus dramaturgischen Gründen wurde stattdessen mehrfach das Stilmittel der Rückblende eingesetzt.
Die Postproduktion mit Filmschnitt dauerte über ein Jahr. Insbesondere musste, wie bei Filmen, die während vergangener Epochen spielen, üblich, zeituntypische Elemente aus dem Filmmaterial entfernt werden. So wurden beispielsweise Antennen retuschiert, um Anachronismen zu vermeiden. Zudem standen für die Dreharbeiten lediglich vier Panzer zur Verfügung, die für den finalen Schnitt virtuell gedoppelt wurden. Zusammen mit Yoram Fridman wurde die Entscheidung getroffen, den Film an der Weggabelung enden zu lassen, an der er sich entschied, sich ins jüdische Waisenhaus bringen zu lassen, wo er eine Schule besuchte und eine Ausbildung absolvierte, der er ein durch ein Stipendium unterstütztes Universitätsstudium der Mathematik anschloss, um schließlich als Mathematiklehrer tätig zu sein. Zwar waren zuvor Szenen, die in ebendiesem Waisenhaus spielten, gedreht worden, fanden aus dramaturgischen Gründen jedoch keine Berücksichtigung im finalen Filmschnitt. Ebenso wurde darauf verzichtet zu zeigen, wie Fridman zusammen mit Mosche die Familie Kowalski noch einmal aufsucht, um sich zu verabschieden. Der Film endet mit Szenen, in denen Yoram Fridman zusammen mit seiner Frau, seinen beiden Kindern und sechs Enkelkindern in Israel am Strand von Tel Aviv zu sehen ist, wohin Fridman erst 1962 emigrierte. Ausschlaggebend für die Entscheidung, Polen zu verlassen, sei ein antisemitisches Graffito in der Toilette der Hochschule gewesen, an der Fridman tätig war.
Somit entspricht die Darstellung weitestgehend den wahren Begebenheiten aus Fridmans Leben. Lediglich die Szene, in der Srulik auf einem Pferdegespann versteckt das Warschauer Ghetto verlässt, sei fiktiv, da in dieser seine Mutter nach ihm suchend gezeigt wird, was sich in dieser Form nicht abgespielt habe. Zudem habe Fridman nie behauptet, Hitler habe ihm persönlich den Arm abgetrennt.

### Veröffentlichung
Am 5. November 2013 feierte der Film seine Weltpremiere auf dem Filmfestival Cottbus, wo er mit dem Publikumspreis ausgezeichnet wurde.
Der Film wurde am 8. Januar 2014 in Warschau im Museum der Geschichte der polnischen Juden im Rahmen der offiziellen Gala-Weltpremiere vorgeführt, welcher Yoram Fridman sowie dessen Familie beiwohnten. Zudem waren Uri Orlev und Charlotte Knobloch anwesend. Vor der eigentlichen Abendveranstaltung gab es eine Vorpremiere für Schüler aus Warschau und Berlin, begleitet von einer Diskussionsrunde mit den Schülern sowie Buchautor Uri Orlev, Yoram Fridman, Regisseur Pepe Danquart, den beiden jugendlichen Hauptdarstellern sowie Charlotte Knobloch.
In den polnischen Kinos lief der Film unter dem Titel Biegnij, chłopcze, biegnij am 10. Januar 2014 in 140 Kinos an, wo er vom Publikum gut aufgenommen wurde. Bei der in Polen gezeigten Fassung ist der mehrsprachige Originalton zu hören und sämtliche Szenen sind mit Untertiteln in polnischer Sprache versehen. Bis Mitte April 2014 sahen den Film rund 120.000 Zuschauer in den polnischen Kinos. Beim Atlanta Jewish Filmfestival wurde der Film von den rund 2000 anwesenden Zuschauern mit Standing Ovations geehrt. Beim Jüdischen Filmfestival in Berlin und Potsdam wurde der Film am 2. April 2014 gezeigt. Ab dem 7. April 2014 erfolgten bundesweit Schulvorführungen, die mit entsprechendem Material für den Unterricht begleitet wurden.

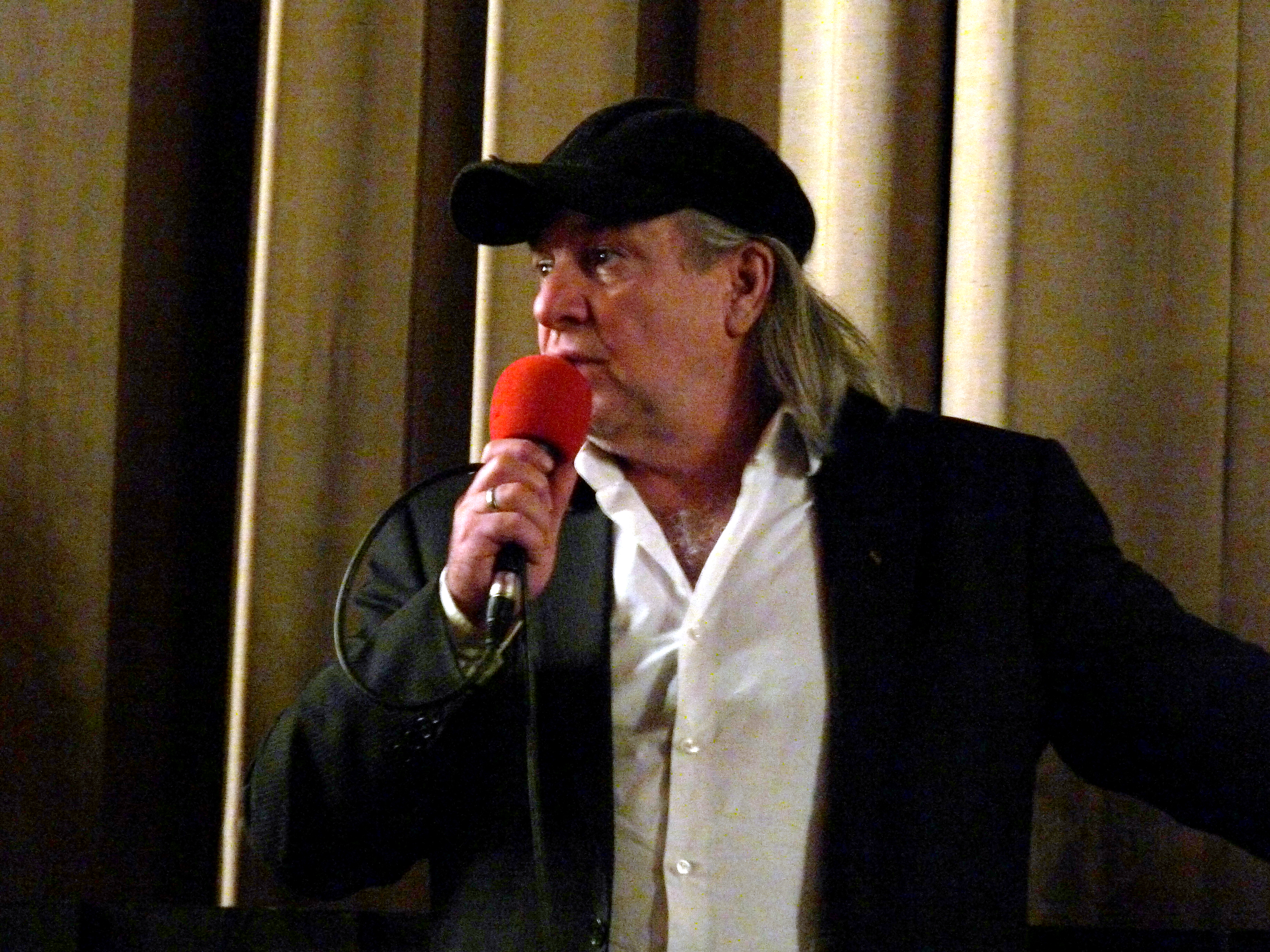
Pepe Danquart bei der Premiere im Schloßtheater in Münster

Vom 11. April 2014 bis zum 27. April 2014 präsentierte Pepe Danquart den Film in zehn deutschen Städten. Am 17. April 2014 erfolgte der offizielle Kinostart in Deutschland. An diesem Wochenende erreichte der Film Platz 20 der deutschen Wochenendkinocharts. Am 24. April 2014 lief der Film schließlich in 60 deutschen Kinos an. In Ungarn fand die Premiere des Films am 7. Mai 2014 in der Puskin Mozi in Budapest statt. Bei dieser Filmpremiere war Pepe Danquart auf Einladung des Goethe-Instituts anwesend. Der Kinostart in Ungarn erfolgte am 8. Mai 2014. In Frankreich wird der Film unter dem Titel Cours sans te retourner vermarktet, während er weltweit unter dem Namen Run Boy Run vertrieben wird.

## Soundtrack
Am 11. April 2014 wurde der Soundtrack zum Film von Stéphane Moucha mit 37 Musiktiteln und einer Gesamtspieldauer von 62:41 Minuten veröffentlicht. Der Soundtrack wurde unter Mouchas Leitung in Skopje vom Macedonian Radio Orchestra eingespielt.
| Nr. | Titel                            | Dauer |
| --- | -------------------------------- | ----- |
| 1.  | Snow Fields Opening Part 1       | 1:07  |
| 2.  | Storm Opening Part 2             | 1:30  |
| 3.  | Farm Attack                      | 1:19  |
| 4.  | Children’s Picnic                | 1:48  |
| 5.  | Action                           | 0:31  |
| 6.  | Alone in the Forest              | 1:44  |
| 7.  | Mrs Janczyk’s Lullaby            | 2:15  |
| 8.  | Out of the Ghetto                | 1:57  |
| 9.  | Leaving Mrs J                    | 1:05  |
| 10. | Winter at Wröbels                | 2:08  |
| 11. | Pee Competition                  | 0:48  |
| 12. | Azor                             | 2:22  |
| 13. | Scared in Basement               | 1:28  |
| 14. | Vision of Blonie                 | 1:08  |
| 15. | Escape from Gestapo Headquarters | 1:30  |
| 16. | Hiding and Running               | 1:36  |
| 17. | Hiding in Water                  | 1:11  |
| 18. | In the Fields with Pavel         | 1:15  |
| 19. | Srulik’s Accident                | 0:55  |
| 20. | Corridor Nightmare               | 1:22  |
| 21. | Suffering in Hospital            | 1:54  |
| 22. | Srulik Is Recovering             | 1:31  |
| 23. | Escape from Hospital             | 2:11  |
| 24. | River Trip                       | 2:26  |
| 25. | Potato Field                     | 0:33  |
| 26. | Soldiers in House                | 1:37  |
| 27. | Burned House                     | 1:26  |
| 28. | From Farm to Farm                | 2:54  |
| 29. | Water Play                       | 1:24  |
| 30. | Communion                        | 1:21  |
| 31. | Moshe Arrives                    | 1:20  |
| 32. | Game Is Over                     | 2:01  |
| 33. | Back to Blonie                   | 1:50  |
| 34. | Shabbat                          | 1:05  |
| 35. | Father’s Death                   | 2:16  |
| 36. | Tel Aviv                         | 1:51  |
| 37. | End Credits Lauf Junge Lauf      | 5:02  |

## Deutsche Synchronfassung
Die deutsche Synchronbearbeitung entstand bei der Film- & Fernseh-Synchron (FFS) in Berlin. In dieser sind die Szenen, in denen gegen Ende des Films in jiddischer Sprache gesprochen wird, mit deutschen Untertiteln versehen. Da Andrzej Tkacz, der diese Szenen spielte, kein jiddisch beherrscht, musste er die Texte tagelang einstudieren.
| Darsteller           | Deutscher Sprecher | Rolle                        |
| -------------------- | ------------------ | ---------------------------- |
| Andrzej Tkacz        | Vincent Borko      | Srulik Fridman/Jurek Staniak |
| Kamil Tkacz          | Vincent Borko      | Srulik Fridman/Jurek Staniak |
| Grażyna Szapołowska  | Christin Marquitan | Frau Staniak                 |
| Jeanette Hain        | Jeanette Hain      | Frau Hermann                 |
| Zbigniew Zamachowski | Achim Buch         | Hersch Fridman               |
| Przemyslaw Sadowski  | Robert Glatzeder   | Kowalski                     |
| Olgierd Łukaszewicz  | Axel Lutter        | Dr. Zurawski                 |
| Elisabeth Duda       | Susanne von Medvey | Magda Janczyk                |
| Lukasz Gajdzis       | Leonhard Mahlich   | Pawel                        |
| Itay Tiran           | Sascha Rotermund   | Mosche                       |
| Rainer Bock          | Rainer Bock        | SS-Offizier                  |

## Rezeption
Der Film wurde von den deutschsprachigen Kritikern überaus positiv aufgenommen.
In den deutschen Filmzeitschriften fielen die Kritiken überwiegend positiv aus. In der Ausgabe Filmwerk 25/2013 war zu lesen, der Film sei „eine bewegende Ode an den Mut und die Stärke eines Kindes, das die Hoffnung nicht verliert“.
Die Redaktion der Cinema urteilte, „der Film lebt von der Darstellung der polnischen Zwillinge Andrzej und Kamil Tkacz, die das Martyrium des kleinen Srulik/Jurek schmerzhaft spürbar machen“, wodurch „ein reifes Werk über den Sieg der Menschlichkeit in unmenschlichen Zeiten“ entstanden sei. Zwar sei „die Struktur […] notwendigerweise episodisch“, doch ein „hochgradig emotionaler Inszenierungsstil“ führe „die einzelnen Teile der Erzählung bruchlos zusammen“. Insgesamt vergab die Redaktion der Cinema vier von fünf möglichen Punkten, die den Film als „emotionales Überlebensdrama, das kitschige Hollywood-Sentimentalitäten größtenteils meidet“, bewertet.
Bei epd Film, wo Lauf Junge lauf mit Agnieszka Hollands Spielfilm Hitlerjunge Salomon aus dem Jahr 1990 verglichen wurde, war eine gemischte Kritik zu lesen. „Bei der filmischen Umsetzung des kindlichen Überlebenskampfs vermisst man manchmal die Inspiration“, schränkte Manfred Riepe von epd Film ein. Zwar werde der Protagonist „überzeugend dargestellt“, da jedoch stets „die emotionale Betroffenheit vorprogrammiert“ sei, hätte „Die Musikuntermalung“ nach Einschätzung von Riepe „auch dezenter bleiben können“. „Spannung kommt auf, wenn die Perspektive sich erweitert“, heißt es weiter. „Ein SS-Mann, der nicht das Abziehbild eines Ungeheuers ist, und ein junger Mediziner, der aus karrieristischen Gründen seinen Berufseid bricht: Hier geht der Film unter die Haut, doch solche Momente bleiben rar“, schließt Riepe seine Filmkritik. Zusammenfassend vergab er drei von fünf möglichen Punkten.
Kritische Worte waren außerdem in der Filmkritik des Filmdienst im Lexikon des internationalen Films zu lesen. Der Film „konzentriert sich weniger auf die inneren Konflikte der Hauptfigur als auf den Abenteuer-Aspekt der Geschichte“. „Damit verspielt [er] die Chance, über das Schicksal des Jungen hinaus von der Singularität des Holocausts zu erzählen“, ist weiter zu lesen. „Auch in der Wahl der formalen Mittel kann der Film nicht überzeugen“, schließt die Kurzkritik des film-dienst.
In den deutschen Tageszeitungen und Zeitschriften waren überwiegend positive Kritiken zu lesen, darunter in der FAZ, der taz, der WAZ, der Welt, dem Tagesspiegel, den Stuttgarter Nachrichten, der Badischen Zeitung, der Rheinischen Post sowie Focus und Merkur.
Klaus Brill von der Süddeutschen Zeitung vertritt die Meinung, der Film werde „akribisch“ und authentisch erzählt. „Alle Szenen habe ich genau so erlebt“, wird Yoram Fridman zitiert, der einschränkt, „nicht eins zu eins, aber zu 90 Prozent plus ist es genau so gewesen“. Entstanden sei „eine fesselnde und bewegende Erzählung“. „Keine einzige Minute ist überflüssig“, lautet die Einschätzung von Brill. Dass der Film das Verhalten der polnischen Bevölkerung gegenüber ihren jüdischen Landsleuten thematisiert, mache „den Film für ein polnisches Publikum zum delikaten Sujet“, wie dies bereits beim 2012 veröffentlichten Film Pokłosie der Fall war. „Den Jungen spielt das Warschauer Zwillingspaar Andrzej und Kamil Tkacz mit einer schwer zu überbietenden Ausstrahlung an Authentizität“, lobt Brill. Exemplarisch „vorgeführt wird die Bandbreite menschlicher Härte und Hilfsbereitschaft gegenüber einem jüdischen Kind in Zeiten des Krieges“.
Katrin Hildebrand vom Merkur verglich den Film, der in „traditioneller Machart ohne Extravaganz“ inszeniert sei, mit Ida, einem Film von Paweł Pawlikowski aus dem Jahr 2013.
Eine gemischte Kritik erhielt der Film von Spiegel Online ausgestellt, die auf der einen Seite lobende Worte für den dokumentarisch wirkenden Epilog findet, der „bruchlose Übergang“ sei „bemerkenswert“, auf der anderen Seite aber die durch die „ereignisfixierte Handlungseffizienz“ geprägte Erzählgeschwindigkeit kritisiert, die über zweieinhalb Jahre auf gut 100 Minuten Spielfilmlänge komprimiert.
Die deutschen Rundfunk-Anstalten vergaben dem Film ebenfalls gute Kritiken, so beispielsweise die Deutsche Welle, RBB, Kulturradio, WDR 5, Deutschlandfunk und der Hessische Rundfunk.
Auch in cineastischen Online-Portalen wurde der Film positiv besprochen, wie beispielsweise bei der Filmgazette.
„Mit viel Gefühl und Menschlichkeit dient die Odyssee des Protagonisten als Brennpunkt für ein breiter angelegtes Panorama“, urteilt Christian Horn von Filmstarts. Danquart verfalle „nicht in plumpe Schwarzweißmalerei und schlägt nur bisweilen etwas zu pathetische Töne an“. „Mit dem Blick eines Dokumentarfilmers erdet Pepe Danquart seine Erzählung stets in der historischen Realität“, „sieht das menschliche Versagen auf beiden Seiten der Medaille und scheut sich auch nicht vor unbequemen Bildern“. „Als reine Kinderseele“ wird der Protagonist gezeigt, dem es gelingt, „die Sympathien des Publikums auf sich“ zu ziehen. Horn zog den Vergleich mit literarischen Figuren wie Oliver Twist und Huckleberry Finn. Weiter schlägt Horn kritische Töne an, denn „so überzeugend die Road Movie-Dramaturgie zwischen Momenten der Ruhe und dramatischen Zuspitzungen wechselt, so überflüssig wirken gelegentliche Rückblenden, mit denen längst verdeutlichte Sachverhalte wiederholt und der Fluss der Geschichte gestört wird.“ „Zu den unschönen Seiten gehört auch die teils enervierende Musik von Stéphane Moucha („Das Leben der Anderen“), die als nicht enden wollender, reichlich ornamentaler Klangteppich über den gesamten Film gelegt ist“, urteilt Horn. Dies seien „nur kleine Schwachpunkte in einem sehenswerten Kriegsdrama, in dem besonders die Darstellung der Zwillinge Andrzej und Kamil Tkacz heraussticht, die Srulik glaubwürdig und emotional ergreifend verkörpern“. Der Film sei „ein insgesamt gelungenes Kriegsdrama“, der „die Schrecken des Krieges aus der Perspektive eines jüdischen Kindes – bisweilen zwar etwas pathetisch, aber nichtsdestotrotz emotional berührend“ zeigt. Horn vergab dem Film 3,5 von 5 möglichen Punkten.
Die Redaktion von Kino.de nennt die Darstellung der Zwillinge Andrzej und Kamil Tkacz „fulminant“. Danquart hält sich an die Literaturvorlage und „verzichtet auf zusätzliche dramaturgische Sperenzchen, er hält sich an den vorgegebenen Handlungsrahmen, der auch so spannend und bewegend genug ist“, wird lobend hervorgehoben. „Im Zentrum des Geschehens steht der Identitätskonflikt“, während sich „Ruhige Sequenzen im Wald […]mit verstörenden Actionszenen, Handkamera-Einstellungen mit Stativaufnahmen bei Totalen“ abwechseln. „Ohne Pessimismus und Schönfärberei, aber mit großer erzählerischer Kraft und tiefer emotionaler Grundierung, zeichnet dieses erschütternde wie lebensbejahende Drama ein Kinderschicksal in einer unmenschlichen Zeit, weckt Gefühle, ohne in Gefühligkeit abzudriften“, schließt die Bewertung. Der Film erhielt fünf von fünf möglichen Punkten.

## Auszeichnungen
Die Deutsche Film- und Medienbewertung (FBW) zeichnete den Film mit dem Prädikat „besonders wertvoll“ aus, nach deren Einschätzung Lauf Junge lauf „ein eindrucksvoller Film voller Kraft und Hoffnung über den Sieg der Menschlichkeit“ sei.
Beim Filmfestival Cottbus erhielt der Film 2013 den Publikumspreis.
Für den Deutschen Filmpreis, der am 9. Mai 2014 verliehen wurde, wurden Daniel Gottschalk in der Kategorie Beste Kamera/Bildgestaltung, Matthias Müsse in der Kategorie Bestes Szenenbild sowie Juliane Hübner und Kitty Kratschke in der Kategorie Bestes Maskenbild nominiert. In allen drei Kategorien mussten sich die Nominierten dem Film Das finstere Tal geschlagen geben, der in sieben von neun nominierten Kategorien ausgezeichnet wurde.